# Festival interceltique de Lorient 1980
La 10e édition du Festival interceltique de Lorient se déroule du 1er au 10 août 1980.
Il accueille des artistes venus d'Irlande, d'Ecosse, du pays de Galles, de Galice, de Cornouailles, de l'île de Man et de Bretagne.
Une retransmission en direct est organisée par la chaîne de télévision FR3.
Cette année voit la création du « Trophée Macallan », concours interceltique pour soliste de Great Highland bagpipe (qui deviendra « Trophée MacCrimmon » par la suite). Il se déroule sur deux jours au Palais des Congrès. Patrick Molard remporte la première édition.

## Manifestations
Le festival compte chaque jour de nombreuses manifestations culturelles, mais aussi culinaires ou sportives, dans différents lieux de la ville. 

### Parc du Moustoir

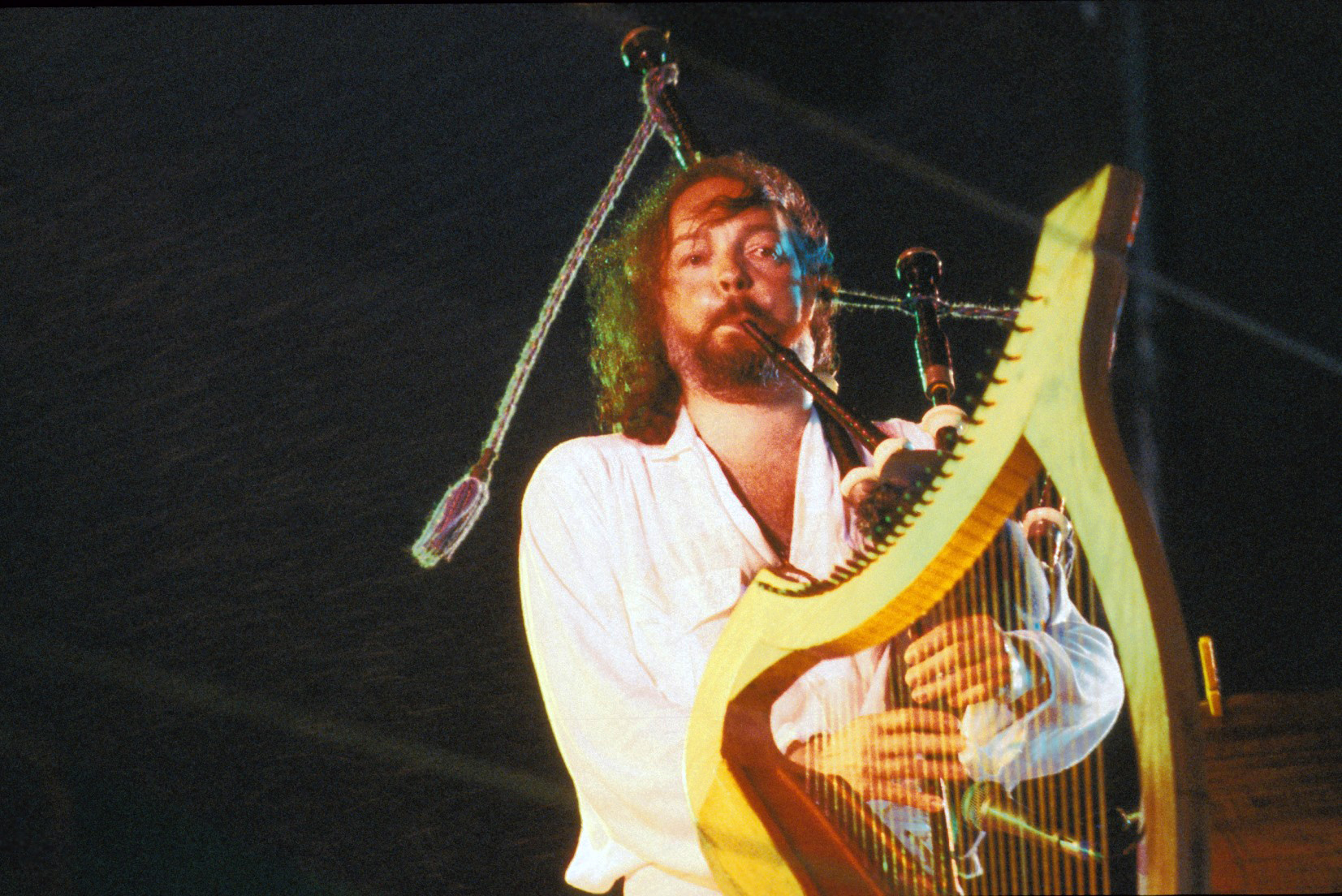
Première représentation de la Symphonie Celtique d'Alan Stivell à Lorient.

- Alan Stivell crée l’œuvre Symphonie celtique : Tír na nÓg le 3 août, avec 400 musiciens et choristes, dont cinq pipe-bands et deux bagadoù. 12 000 spectateurs assistent à l'évènement[7].
- Finale du Championnat national des bagadoù au Parc du Moustoir, remportée par le Bagad Bleimor[8].
- « Grande nuit des cornemuses interceltiques », avec le palmarès du championnat et de nombreux bagadoù, pipe bands, chœurs, etc.
- « Festival des danses de Bretagne et des nations celtes » (3 500 participants).
- Soirée Irlande-Galice.
- Nuit interceltique du folk.
- Match de gala de rugby opposant des équipes d'Ecosse et de Bretagne.

### Palais des Congrès
- Trophée Macallan pour solistes de grande cornemuse, phases éliminatoires et finale.
- Récital de Gilles Servat, avec le groupe Arwen en première partie.
- Concert de bagadoù, avec la Kevrenn Alré et le Bagad Bleimor.
- Musique contemporaine pour instruments traditionnels.
- Nuits du folk écossais, du pays de Galles et de Galice.
- Pièce de théâtre Iseult seconde de Pierre Jakez Hélias.
- Cotriade.
- Concours de fléchettes.
- Cabaret breton tous les soirs.
- Exposition des Costumes et coiffes de Bretagne.

### Chapiteau des expositions, place Auguste Nayel
- Concert de cornemuses celtiques.
- Concert « Les Cornemuses non celtiques d'Europe ».
- Veillée des conteurs.
- Pièce de théâtre La Nouvelle légende de la mort de Daniel Laroche.
- Théâtre populaire de Galice : Os anxos cómense crus, de Jorge Díaz, par la troupe Os Gaïteirinos.
- Exposition « Art et artisanat d'art des pays celtes » présentant le travail de plus de 250 peintres, graveurs, sculpteurs, potiers, tisserands, etc. issus des sept pays celtes.

### Places et rues de la ville
- Baleadenn Veur, « Grande parade des nations celtes et des pays de Bretagne », un défilé folklorique de bagadoù, cercles celtiques et autres délégations venues d'Ecosse, d'Irlande, de Galice, du pays de Galles, de Cornouailles et de l'Île de Man (3 500 participants).
- Le « Triomphe des sonneurs et des danseurs », avec tous les bagadoù, pipe bands et danseurs du festival.
- Deux « Fest Noz » place de l'Hôtel de ville.
- Nuit du port de pêche, avenue de la Perrière.
- Défilés et concerts tous les jours dans les rues et les quartiers périphériques.
- Grande parade des athlètes des pays celtes, avec douze pipe bands et bagadoù (600 participants).

### Église Saint-Louis
- Concert des chorales galiciennes et cornouaillaises, avec un récital de Brenda Wootton.
- Concert des chorales manxoises et galloises,  d'orgue et bombarde et de harpe celtique.
- Messe solennelle en breton.

### Autres
- Initiation à la danse bretonne.
- Université populaire bretonne d'été (UPBE), comprenant des cours de breton, ou sur les thèmes « Archéologie et histoire » et « Les énergies nouvelles ».
- Challenge nautique des sports de la rade : « Transrad » en double à la godille, dans le bassin à flot.
- Championnat interceltique des sports traditionnels, parc annexe.
- Course cycliste Tro ar Mor Bihan (Tour du Morbihan), départ et arrivée à Lorient.
- « Grand prix Marlboro », tournoi international de tennis.
- Coupe interceltique de golf.
- Grand concours du « Poisson du Festival » dans les restaurants.